# Leno & Lílian
Leno & Lílian foi uma dupla de cantores brasileiros, formada pelos cantores Leno Azevedo e Lílian Knapp.
Começou a se apresentar nos anos 1960 no programa Jovem Guarda, época em que fizeram sucesso.

## História
Leno e Lilian se conheciam desde os 6 anos de idade e começaram a cantar juntos aos 15, quando eram vizinhos em Copacabana, Rio de Janeiro.
Em 1966, a dupla começou a se apresentar no programa Jovem Guarda e lançou o primeiro compacto com as canções "Pobre Menina" e "Devolva-me", naquele estilo musical - espécie de versão do rock e do iê-iê-iê no Brasil - com grande sucesso. O primeiro LP, gravado logo em seguida, incluía essas duas primeiras músicas e ainda "Eu Não Sabia Que Você Existia", outro sucesso.
Já em 1968, com uma separação da dupla, Leno seguiu carreira solo e gravou alguns discos com relativo êxito.
Em 1972 eles voltam a se apresentar juntos. Nesse período, lançam canções produzidas e compostas por Raulzito (Raul Seixas), Renato Barros e outros autores, além de composições próprias. Entre 1972 e 1973, gravaram mais dois álbuns.
Ao longo das décadas de 1970 e 1980, Lílian e Leno desenvolveram carreiras solo, com alguns breves reencontros.
Em 1979, Lílian obteve grande sucesso com a canção "Sou Rebelde". Nesta época, Lílian posa nua para uma edição especial da revista Homem, da Idéia Editorial.
Nos anos 90, Leno e Lílian participaram de shows comemorativos aos 30 anos de Jovem Guarda e se apresentaram juntos ou separadamente. Alguns discos da dupla e individuais de Leno foram relançados em CD.
Em 21 de junho de 2015, após um hiato de 10 anos, a dupla se apresentou na Virada Cultural, em São Paulo.

## Discografia

### Álbuns de estúdio
- 1966 - Leno e Lilian
- 1967 - Não Acredito
- 1972 - Leno e Lilian
- 1973 - Leno e Lilian

### Compactos
- 1966 - Devolva-me / Pobre Menina
- 1967 - Está Pra Nascer / Não Vai Passar
- 1967 - Coisinha Estúpida / Um Novo Amor Surgirá

### Compactos Duplos (EP)
- 1966 - Leno e Lilian
- 1967 - Leno e Lilian - Vol. II
- 1967 - Não Acredito
- 1968 - Não Acredito - Vol. II

### Coletâneas
- 1966 - As 14 Mais - Vol. XVIII com as canções Devolva-me e Pobre Menina
- 1967 - As 14 Mais - Vol. XIX com as canções Está pra Nascer e Não Vai Passar
- 1967 - As 14 Mais - Vol. XX com as canções Não Acredito e Parem Tudo